# Sinialliku oja
Sinialliku oja är ett vattendrag i Estland.   Det ligger i landskapet Viljandimaa, i den södra delen av landet, 130 km söder om huvudstaden Tallinn.